# Peer Fischer (Physiker)
Peer Fischer (* 1972 in Augsburg) ist ein deutscher Physiker und Professor am Institute for Molecular Systems Engineering and Advanced Materials (IMSEAM) an der Universität Heidelberg.

## Leben und Werk
Peer Fischer studierte Physik am Imperial College London mit dem Abschluss Bachelor of Science. Bis 1999 promovierte er in der Forschungsgruppe von A. David Buckingham an der University of Cambridge. Darauf trat er eine Stelle als DAAD (NATO) Postdoctoral Fellow an der Cornell University an und leitete für fünf Jahre eine unabhängige Forschungsgruppe am Rowland Institute der Harvard University im Rahmen eines Junior Research Fellowships.
2009 zog Peer Fischer nach Deutschland und gründete eine Forschungsgruppe im Bereich der Photonik am Fraunhofer-Institut für Physikalische Messtechnik in Freiburg. Seit 2011 leitet er die Forschungsgruppe für Mikro-, Nano- und molekulare Systeme am Max-Planck-Institut für Intelligente Systeme in Stuttgart und seit 2013 ist er Professor an der Universität Stuttgart. 2022 verlagerte er seine Forschung an das neu gegründete Institute for Molecular Systems Engineering and Advanced Materials an der Universität Heidelberg, wo er ebenfalls als Professor tätig ist. Dort ist seine Forschung auch Teil des gemeinsamen Exzellenzclusters 3D Matter Made to Order (3DMM2O) der Universität Heidelberg und des Karlsruher Instituts für Technologie.

## Auszeichnungen und Förderungen
- Projektleiter im Forschungsprogramm Bioinspirierte Materialsynthese der Baden-Württemberg Stiftung[5]
- DFG Förderung des Projekts Chemische Nanomotoren 2014[6]
- World Technology Award 2016[7]
- Projektförderung durch die Volkswagenstiftung 2017[8]
- ERC Advanced Grant 2018[9]